# Géométrie moderne du triangle

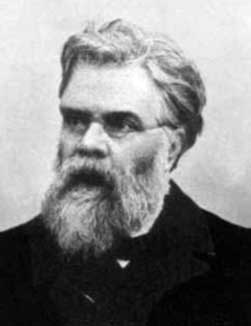
Émile Lemoine (1840-1912)

En mathématiques, la géométrie moderne du triangle, ou nouvelle géométrie du triangle, est l'ensemble des connaissances relatives aux propriétés d'un triangle découvertes et développées environ depuis le début du dernier quart du XIXe siècle. Les triangles et leurs propriétés ont fait l'objet de recherches depuis au moins l'époque d'Euclide. En fait, les éléments d'Euclide contiennent la description des quatre points spéciaux – centre de gravité, centre du cercle inscrit, centre du cercle circonscrit et orthocentre – associés à un triangle. Même si Pascal et Ceva au XVIIe siècle, Euler au XVIIIe siècle et Feuerbach au XIXe siècle et bien d'autres mathématiciens avaient fait d'importantes découvertes concernant les propriétés du triangle, ce fut la publication en 1873 d'un article d'Émile Lemoine (1840 –1912) avec le titre Sur un point remarquable du triangle qui était considéré comme ayant, selon Nathan Altschiller-Court, « jeté les bases... de la géométrie moderne du triangle dans son ensemble, ». L'American Mathematical Monthly, dans lequel une grande partie des travaux de Lemoine est publiée, a déclaré : « À aucun de ces [géomètres] plus qu'Émile-Michel-Hyacinthe Lemoine n'est dû l'honneur de lancer ce mouvement de géométrie moderne du triangle ». La publication de cet article a provoqué un remarquable regain d'intérêt pour l'étude des propriétés du triangle au cours du dernier quart du XIXe siècle et des premières années du XXe siècle. Un article d'une centaine de pages sur la géométrie des triangles dans l'Encyclopédie des Sciences mathématiques publié en 1914 témoigne de ce regain d'intérêt pour la géométrie du triangle.
Au début, l'expression « nouvelle géométrie du triangle » désignait uniquement l'ensemble des objets intéressants associés à un triangle comme le point de Lemoine, le cercle de Lemoine, le cercle de Brocard et la droite de Lemoine. Plus tard, la théorie des correspondances qui était une émanation de la théorie des transformations géométriques a été développée pour donner une cohérence aux différents résultats isolés. Avec son développement, l'expression « nouvelle géométrie du triangle » désignait non seulement les nombreux objets remarquables associés à un triangle mais aussi les méthodes utilisées pour étudier et classer ces objets. Voici une définition de la géométrie du triangle de 1887 : « Étant donné un point M dans le plan du triangle, on peut toujours trouver, d'une infinité de manières, un second point M' qui correspond au premier selon une loi géométrique imaginée ; ces deux points ont entre eux des relations géométriques dont la simplicité dépend du choix plus ou moins heureux de la loi qui les unit et chaque loi géométrique donne lieu à une méthode de transformation d'un mode de conjugaison qu'il reste à étudier, ».
Cependant, cette escalade d'intérêt s'est rapidement effondrée et la géométrie du triangle a été complètement négligée jusqu'aux dernières années du XXe siècle. Dans son Development of Mathematics, Eric Temple Bell offre ainsi son jugement sur le statut de la géométrie triangulaire moderne en 1940 : « Les géomètres du XXe siècle ont depuis longtemps pieusement transporté tous ces trésors au musée de la géométrie où la poussière de l'histoire a rapidement terni leur éclat ». Philip Davis a suggéré plusieurs raisons pour le déclin de l'intérêt pour la géométrie du triangle, notamment :
- le sentiment que le sujet est élémentaire et de faible statut professionnel ;
- l'épuisement de ses possibilités méthodologiques ;
- la complexité visuelle des soi-disant résultats plus profonds du sujet ;
- la dépréciation progressive du visuel au profit de l'algébrique ;
- le manque de connexions avec d'autres domaines ;
- la concurrence avec d'autres sujets à fort contenu visuel comme les pavages, les fractales, la théorie des graphes, etc.

Un nouveau regain d'intérêt a été observé avec l'avènement de l'ordinateur moderne. La géométrie du triangle est redevenue un domaine de recherche actif poursuivi par un groupe de géomètres dédiés. Comme incarnation de ce renouveau, on peut citer la formulation du concept de « Centre du triangle » et la compilation par Clark Kimberling d'une encyclopédie des centres de triangle contenant une liste de près de 50 000 centres de triangle et leurs propriétés et aussi la compilation d'un catalogue de cubiques du triangle avec des descriptions détaillées de plusieurs propriétés de plus de 1 200 cubiques triangulaires,. La revue en libre accès Forum Geometricorum fondée par Paul Yiu de la Florida Atlantic University en 2001 a également donné un grand élan à ce nouvel enthousiasme pour la géométrie des triangles. Cependant, depuis 2019, la revue n'accepte plus les soumissions, bien que les anciens numéros soient toujours disponibles en ligne.

## La géométrie de Lemoine

### Point de Lemoine
Pour un triangle ABC de centre de gravité G donné, la symédiane passant par le sommet est la symétrique de la droite AG par rapport à la bissectrice intérieure de l'angle au sommet A. Il y a trois symédianes pour un triangle passant par chaque sommet. Les trois symédianes sont concourantes et le point de concours, couramment noté K, est appelé le point de Lemoine ou le point symédian ou le point de Grèbe du triangle ABC. Si les longueurs des côtés du triangle ABC sont respectivement notés a, b, c les coordonnées barycentriques du point de Lemoine sont a2 : b2 : c2. Il a été décrit comme « l'un des joyaux de la couronne de la géométrie moderne ». Il existe plusieurs références antérieures à ce point dans la littérature mathématique dont les détails sont disponibles dans l'histoire du point symédian de John Mackay.
En fait, la concourance des symédianes est un cas particulier d'un résultat plus général : pour tout point P du plan du triangle ABC, les isogonales des droites AP, BP, CP sont concourantes, l'isogonale de AP (respectivement BP, CP) étant la symétrique de la droite AP par rapport à la bissectrice de l'angle en A (respectivement B, C). Le point de concours est appelé le conjugué isogonal de P. Dans cette terminologie, le point de Lemoine est le conjugué isogonal du centre de gravité du triangle.

### Cercles de Lemoine
Les points d'intersection des droites passant par le point de Lemoine d'un triangle ABC parallèles aux côtés du triangle se trouvent sur un cercle appelé le premier cercle de Lemoine du triangle ABC. Le centre du premier cercle de Lemoine se situe à mi-chemin entre le centre circonscrit et le point de Lemoine du triangle.
Les points d'intersection des antiparallèles aux côtés du triangle ABC passant par le point de Lemoine d'un triangle ABC se trouvent sur un cercle appelé deuxième cercle de Lemoine ou cercle cosinus du triangle ABC. Le nom de « cercle cosinus » est dû à la propriété du deuxième cercle de Lemoine que les longueurs des segments interceptés par le cercle sur les côtés du triangle sont proportionnelles aux cosinus des angles opposés aux côtés. Le centre du deuxième cercle de Lemoine est le point de Lemoine.

### Axe de Lemoine
Tout triangle ABC et son triangle tangentiel sont en homologie et l'axe de l'homologie est appelé axe de Lemoine du triangle ABC. C'est la polaire trilinéaire du point symédian du triangle ABC et aussi la polaire de K par rapport au cercle circonscrit du triangle ABC,.

Un triangle avec ses médianes (noires), ses bissectrices (pointillés) et ses symédianes (rouges). Les symédianes se croisent au point symédian (désigné par L sur la figure), les bissectrices d'angle au centre du cercle inscrit I et les médianes au centre de gravité G.
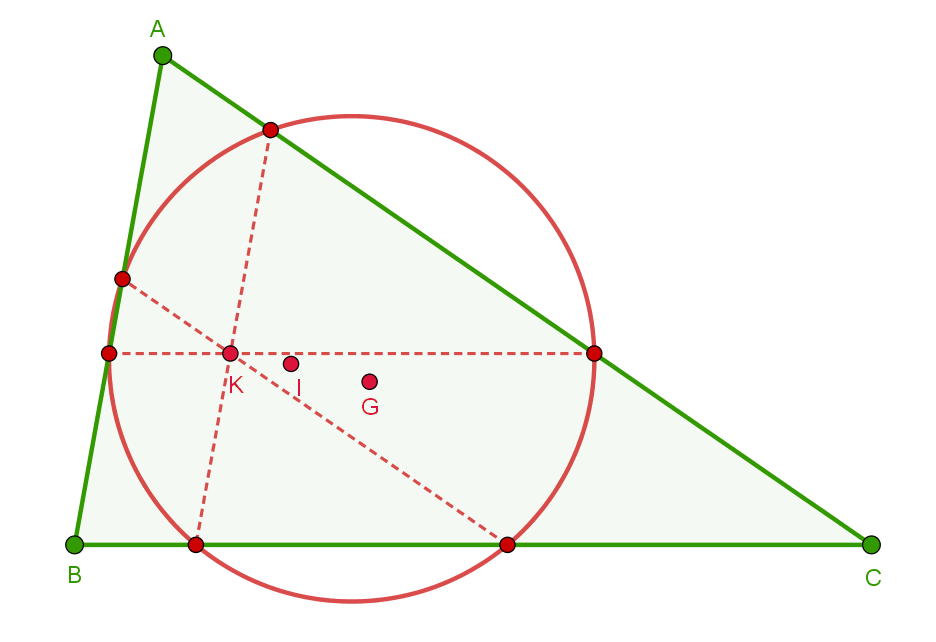
Premier cercle de Lemoine du triangle ABC. Le point de Lemoine K, le centre du cercle inscrit I, le centre de gravité G et les lignes passant par K parallèles aux côtés sont également représentés.
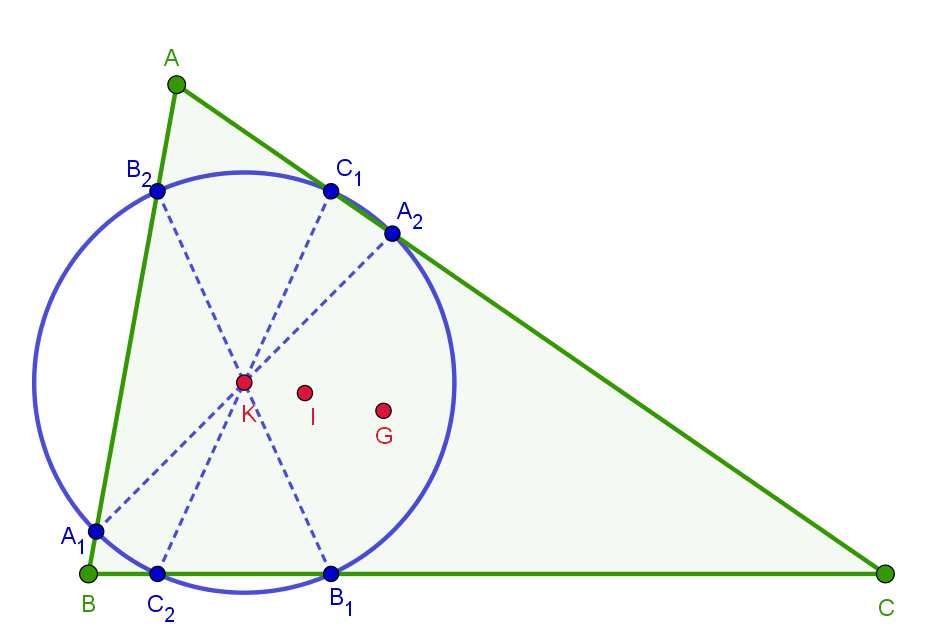
Deuxième cercle de Lemoine du triangle ABC. Le point de Lemoine K, le centre du cercle inscrit I, le centre de gravité G et les lignes passant par K antiparallèles aux côtés sont également représentés.
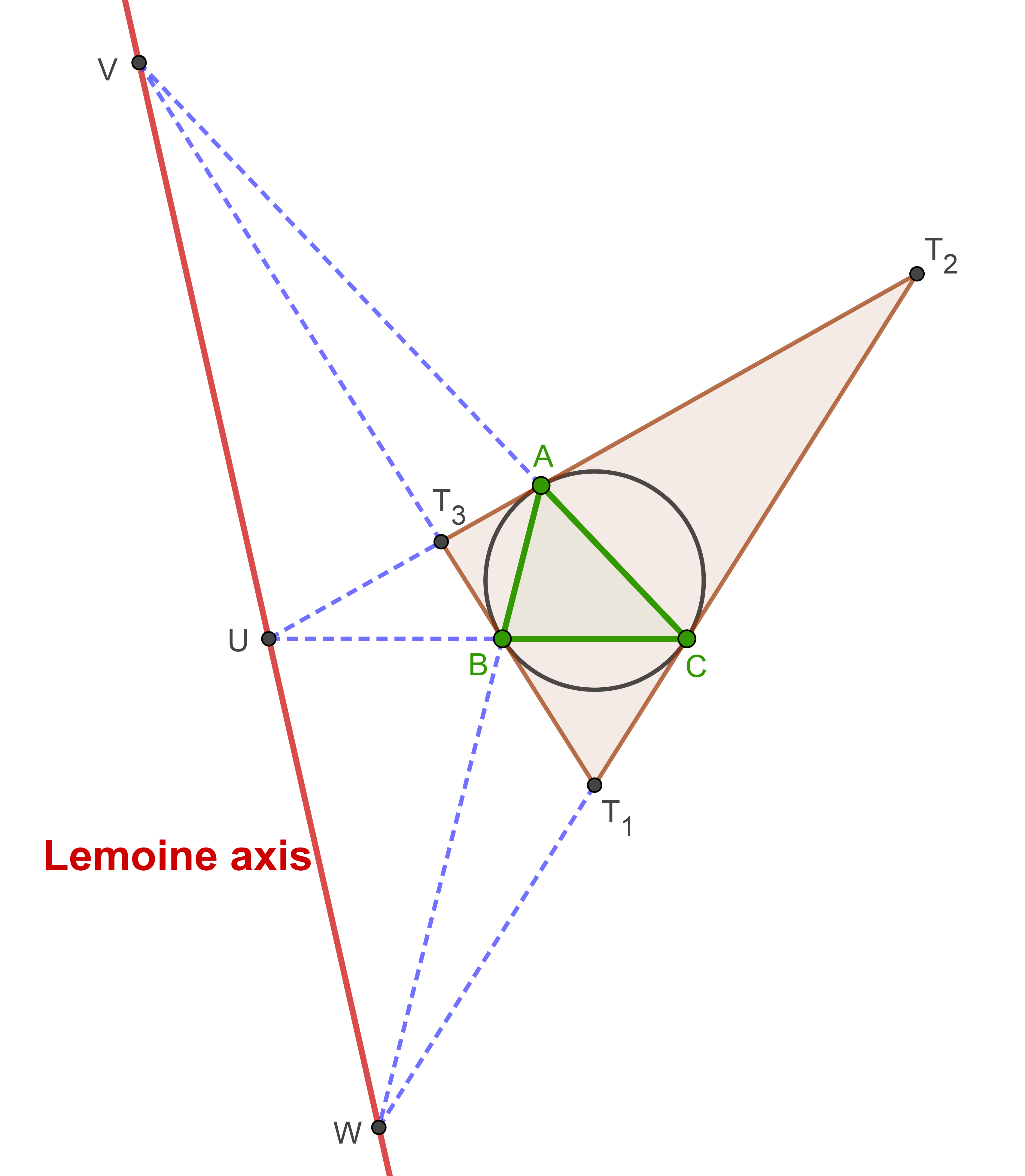
Axe de Lemoine du triangle ABC. Le triangle tangentiel est également représenté.

## Prémices de la géométrie du triangle moderne
Un rapide coup d'œil dans le monde de la géométrie du triangle moderne tel qu'elle existait lors du pic d'intérêt pour la géométrie du triangle après la publication de l'article de Lemoine est présenté ci-dessous. Cette présentation est largement basée sur les sujets abordés dans le livre de William Gallatly, publié en 1910, et le livre de Roger A Johnson publié pour la première fois en 1929.

### Triangles poristiques
Deux triangles sont dits poristiques s'ils ont le même cercle inscrit et le même cercle circonscrit. Étant donné un cercle de centre O et de rayon R et un autre cercle de centre I et de rayon r, il existe une infinité de triangles ABC avec le cercle O(R) comme cercle circonscrit et I(r) comme cercle si et seulement si R2 – OI2 = 2rR. Ces triangles forment un système poristique de triangles. Les lieux de certains points particuliers comme le centre de gravité, car le triangle de référence trace les différents triangles poristiques avec lui, se révèlent être des cercles et des points. Ce résultat est un cas particulier du porisme de Poncelet.

### Droite de Simson
Pour tout point P sur le cercle circonscrit du triangle ABC, les pieds des perpendiculaires de P aux côtés du triangle ABC sont colinéaires et la ligne de colinéarité est la bien connue droite de Simson de P.

### Triangles podaire et antipodaire
Étant donné un point P, soit D, E, F les pieds des perpendiculaires de P aux côtés du triangle ABC. Le triangle DEF est appelé triangle podaire de P. Le triangle antipodaire de P est le triangle formé par les droites passant par A, B, C perpendiculaires respectivement à PA, PB, PC. Deux points P et Q sont appelés contre-points si le triangle podaire de P est homothétique au triangle antipodaire de Q et le triangle podaire de Q est homothétique au triangle antipodaire de P,.

### Orthopôle
Étant donné toute droite l, soit P, Q, R les pieds des perpendiculaires des sommets A, B, C du triangle ABC à l . Les droites passant par P. Q, R perpendiculaires respectivement aux côtés BC, CA, AB sont concourantes et le point de concours est l'orthopôle de la droite l par rapport au triangle ABC. Dans la géométrie du triangle moderne, il existe un grand nombre d'ouvrages traitant des propriétés des orthopôles,.

### Points de Brocard
Soit des cercles décrits sur les côtés BC, CA, AB du triangle ABC dont les segments externes contiennent respectivement les deux triplets d'angles C, A, B et B, C, A. Chaque triplet de cercles déterminé par un triplet d'angles se croise en un point commun donnant ainsi deux de ces points. Ces points sont appelés les points de Brocard du triangle ABC et sont généralement notés {\displaystyle \Omega ,\Omega ^{\prime }}. Si P est le premier point de Brocard (qui est le point de Brocard déterminé par la première triade de cercles) alors les angles PBC, PCA et PAB sont égaux entre eux et l'angle commun est appelé l'angle de Brocard du triangle ABC et est communément noté par {\displaystyle \omega }. L'angle de Brocard est donné par
{\displaystyle \cot \omega =\cot A+\cot B+\cot C.}
Les points de Brocard et les angles de Brocard ont plusieurs propriétés intéressantes.

### Quelques illustrations

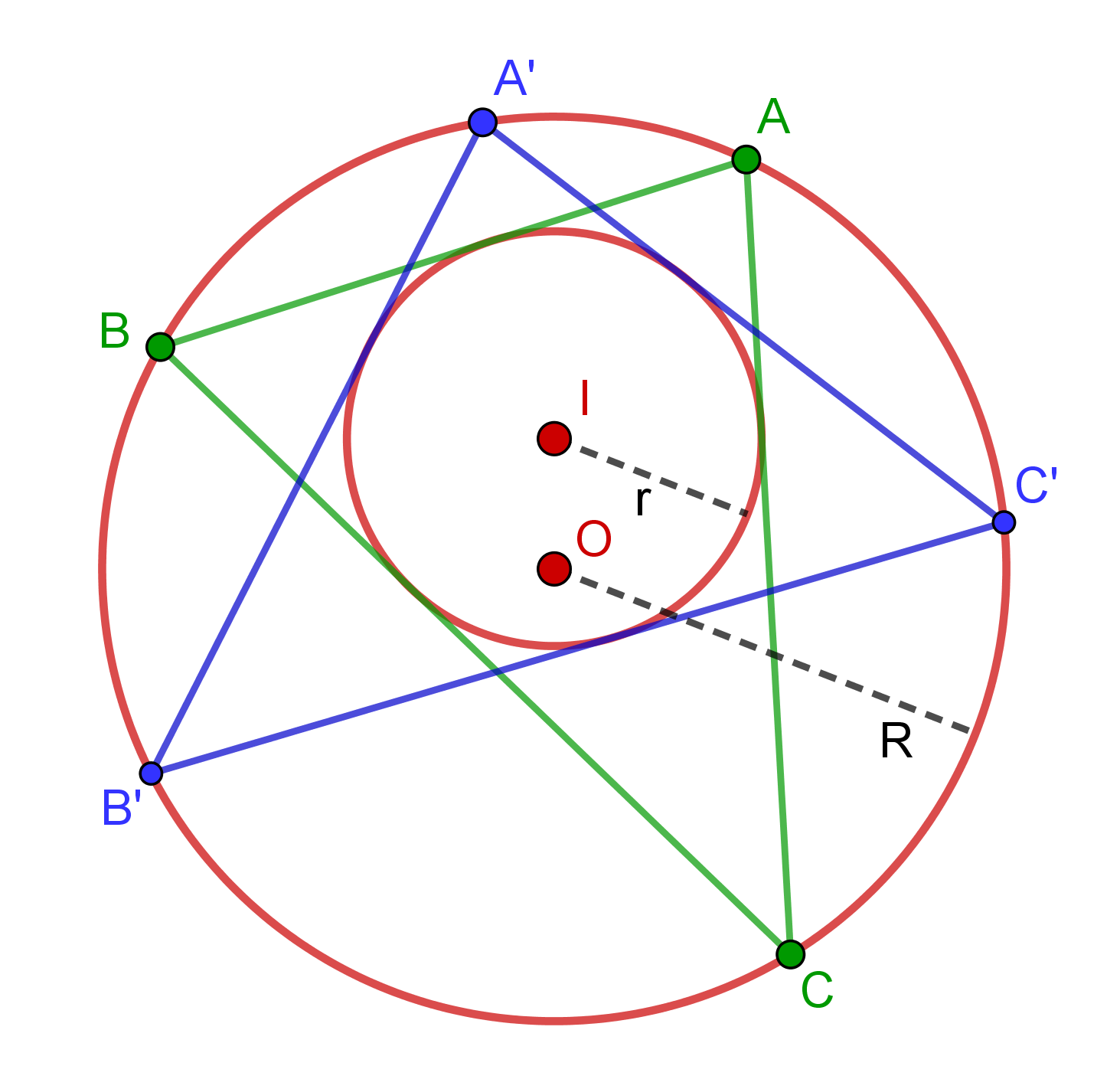
Deux triangles poristiques ABC et A'B'C' par rapport aux cercles I( r ) et O(R)
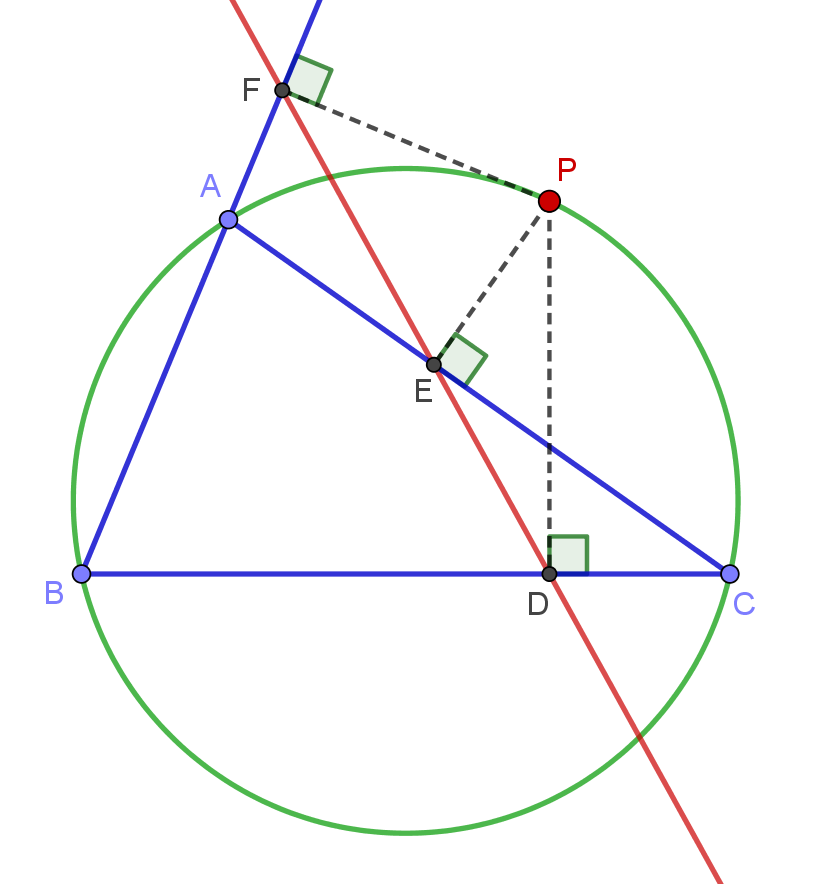
Ligne de Simson de P
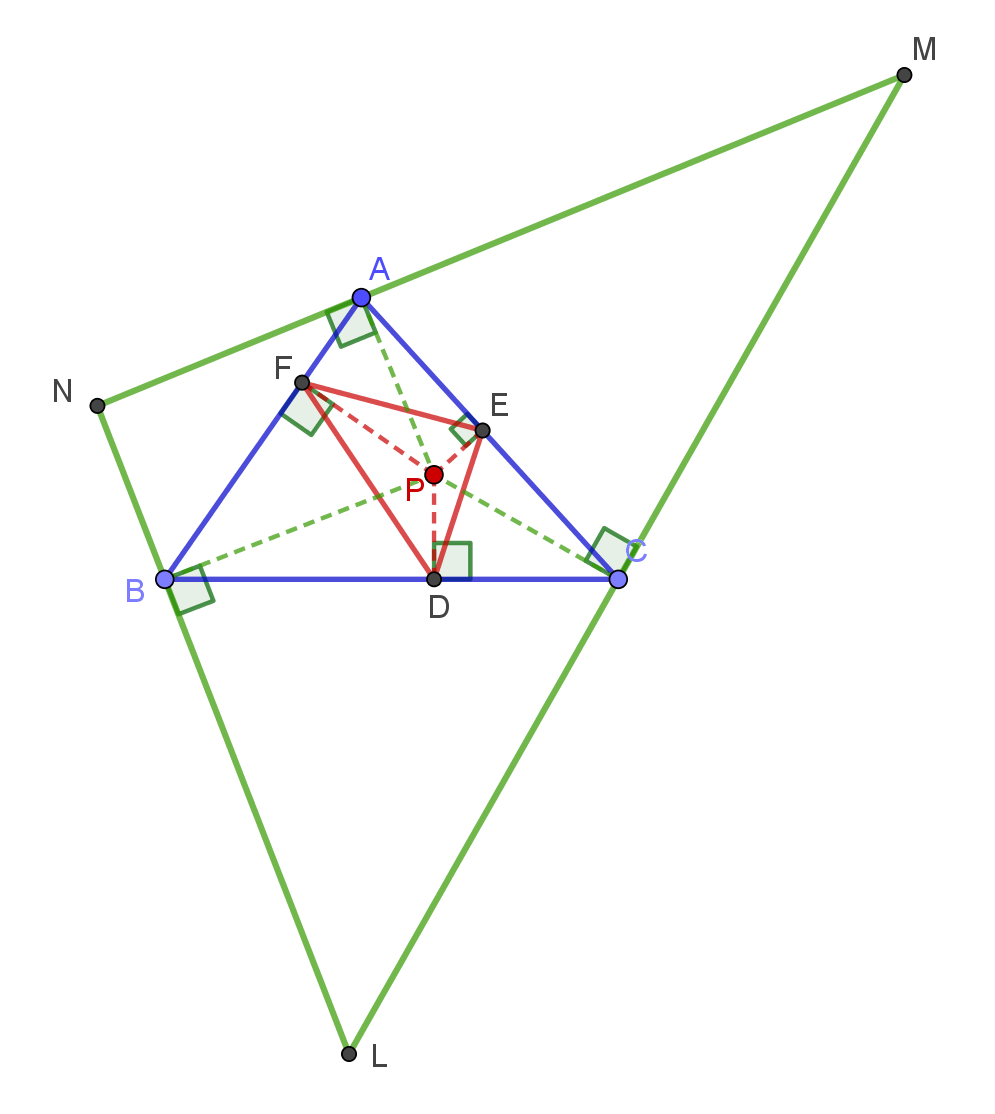
Triangle podaire (DEF) et triangle antipodaire (LMN) de P
Orthopole de la ligne l
Premier point de Brocard du triangle ABC

## Géométrie du triangle moderne contemporaine

### Centre du triangle
L'une des idées les plus importantes qui a émergé lors du regain d'intérêt pour la géométrie du triangle au cours des dernières années du XXe siècle est la notion de centre du triangle. Ce concept introduit par Clark Kimberling en 1994 unifiait en une seule notion les très nombreux points particuliers et remarquables associés à un triangle. Depuis l'introduction de cette idée, presque aucune discussion sur un résultat associé à un triangle n'est complète sans une discussion sur la façon dont le résultat se connecte aux centres du triangle.

#### Définition du centre du triangle
Une fonction f à valeurs réelles de trois variables réelles a, b, c peut avoir les propriétés suivantes :
- Homogénéité : f (ta, tb, tc) = tn f (a, b, c) pour une constante n et pour tout t > 0.
- Bisymétrie dans les deuxième et troisième variables : f (a, b, c) = f (a, c, b).

Si un f non nul a ces deux propriétés, on l'appelle une fonction centrale du triangle. Si f est une fonction centrale et a, b, c sont les longueurs des côtés d'un triangle de référence alors le point dont les coordonnées trilinéaires sont f (a, b, c) : f (b, c, a) : f (c, a, b) est appelé un centre du triangle.
Clark Kimberling maintient un site web consacré à un recueil de centres triangulaires. L'Encyclopedia of Triangle Centers contient des définitions et des descriptions de près de 52 000 centres de triangle.

### Droite centrale
Une autre notion unificatrice de la géométrie triangulaire moderne contemporaine est celle d'une droite centrale. Ce concept unifie les plusieurs lignes droites spéciales associées à un triangle. La notion de droite centrale est également liée à la notion de centre de triangle.

#### Définition de droite centrale
Soit ABC un triangle plan et soit (x : y : z) soit les coordonnées trilinéaires d'un point arbitraire dans le plan du triangle ABC.
Une droite dans le plan du triangle ABC dont l'équation en coordonnées trilinéaires a la forme
{\displaystyle f(a,b,c)x+g(a,b,c)y+h(a,b,c)z=0}
où le point de coordonnées trilinéaires (f (a, b, c) : g (a, b, c) : h (a, b, c)) est un centre du triangle, est une droite centrale dans le plan du triangle ABC par rapport au triangle ABC,.

#### Construction géométrique de la droite centrale

Construction de la droite centrale liée à un point X pour un triangle ABC

Soit X un centre du triangle quelconque d'un triangle ABC.
- On trace les droites AX, BX et CX et leurs images par réflexions par rapport aux bissectrices internes des angles aux sommets A, B, C respectivement.
- Les droites images sont concourantes et le point de concoursY est le conjugué isogonal de X.
- On trace les céviennes AY, BY, CY , qui interceptent les côtés opposés du triangle ABC en A', B', C' respectivement. Le triangle A'B 'C ' est le triangle cévien de Y.
- Le triangle ABC et le triangle cévien A'B'C' sont en homologie et soit DEF l'axe d'homologie des deux triangles. La droite DEF est la polaire trilinéaire du point Y. La ligne DEF est la droite centrale associée au centre du triangle X.

### Coniques du triangle
Une conique du triangle est une conique dans le plan du triangle de référence et qui lui est associée d'une manière ou d'une autre. Par exemple, le cercle circonscrit et le cercle inscrit du triangle de référence sont des coniques du triangle. D'autres exemples sont l'ellipse de Steiner qui est une ellipse passant par les sommets et ayant son centre au centre de gravité du triangle de référence, l'hyperbole de Kiepert qui est une conique passant par les sommets, le centre de gravité et l'orthocentre du triangle de référence et les paraboles d'Artzt qui sont des paraboles touchant deux côtés du triangle de référence aux sommets du triangle. Certaines coniques triangulaires récemment étudiées incluent les ellipses de Hofstadter et les coniques d'Yff. Cependant, il n'existe pas de définition formelle de la terminologie du conique du triangle dans la littérature ; c'est-à-dire que les relations qu'une conique devrait avoir avec le triangle de référence pour la qualifier de conique du triangle n'ont pas été formulées avec précision.

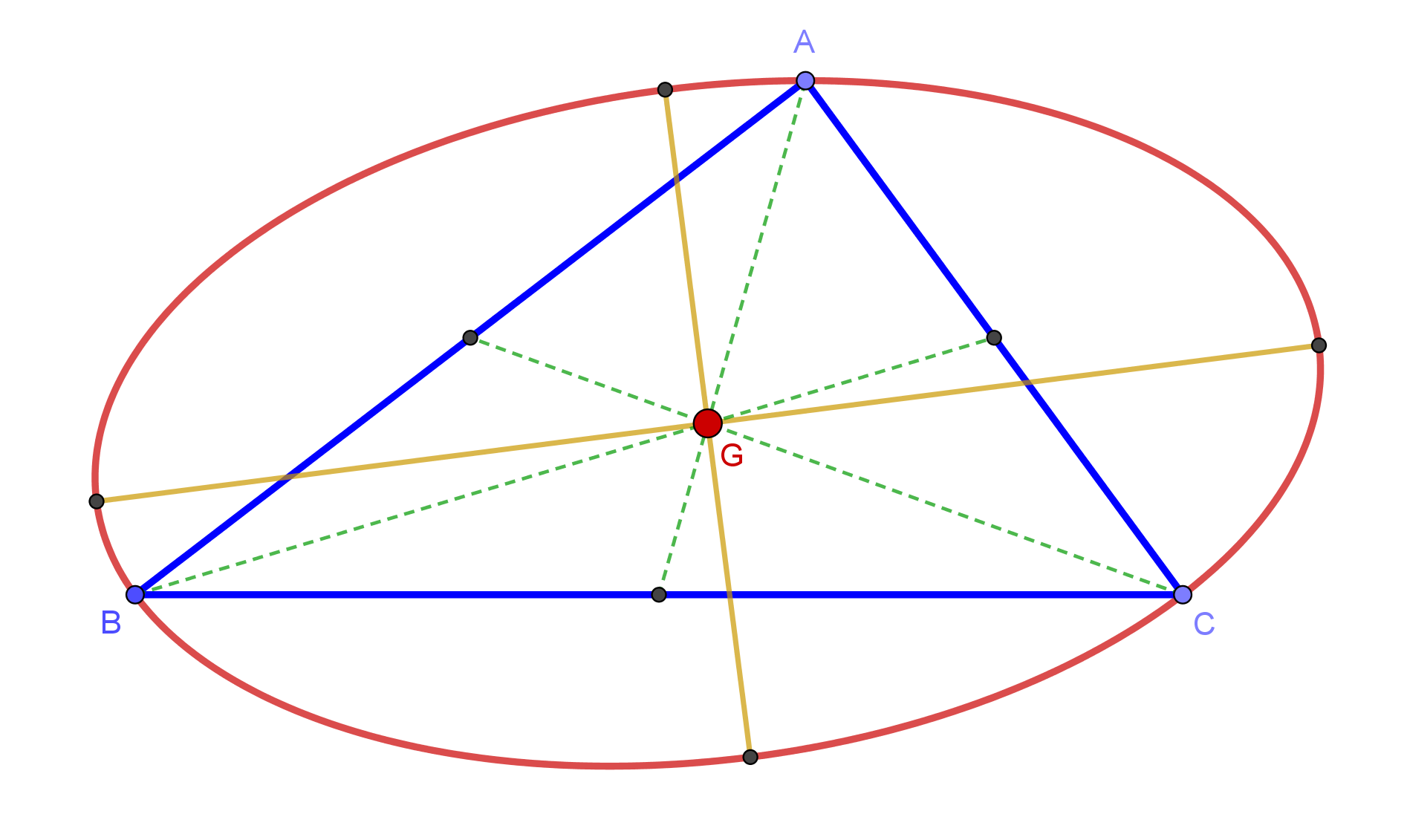
Ellipse de Steiner
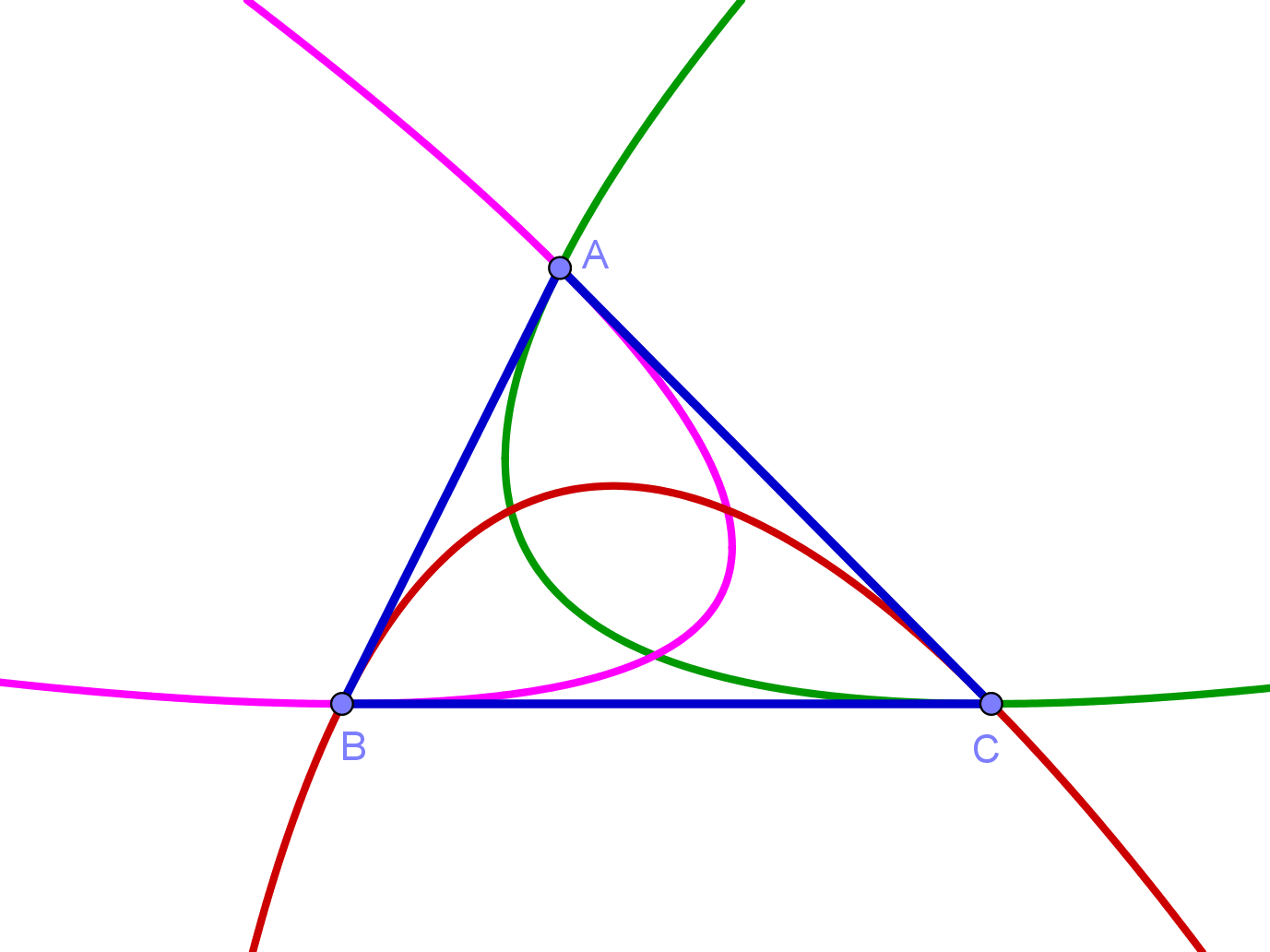
Paraboles d'Artzt
Hyperbole de Kiepert

### Cubiques du triangle
Les courbes cubiques apparaissent naturellement dans l'étude des triangles. Par exemple, le lieu d'un point P dans le plan du triangle de référence ABC tel que, si les réflexions de P dans les côtés du triangle ABC sont Pa, Pb, Pc, alors les droites APa, BPb et CPc sont concourantes sur une courbe cubique nommée cubique de Neuberg. C'est la première cubique répertoriée dans le catalogue des cubiques triangulaires de Bernard Gilbert. Ce catalogue répertorie plus de 1200 cubiques triangulaires avec des informations sur chaque courbe telles que son équation en coordonnées barycentriques, les centres des triangles qui s'y trouvent, les propriétés du lieu géométrique de la courbe et des références à la littérature sur la courbe.

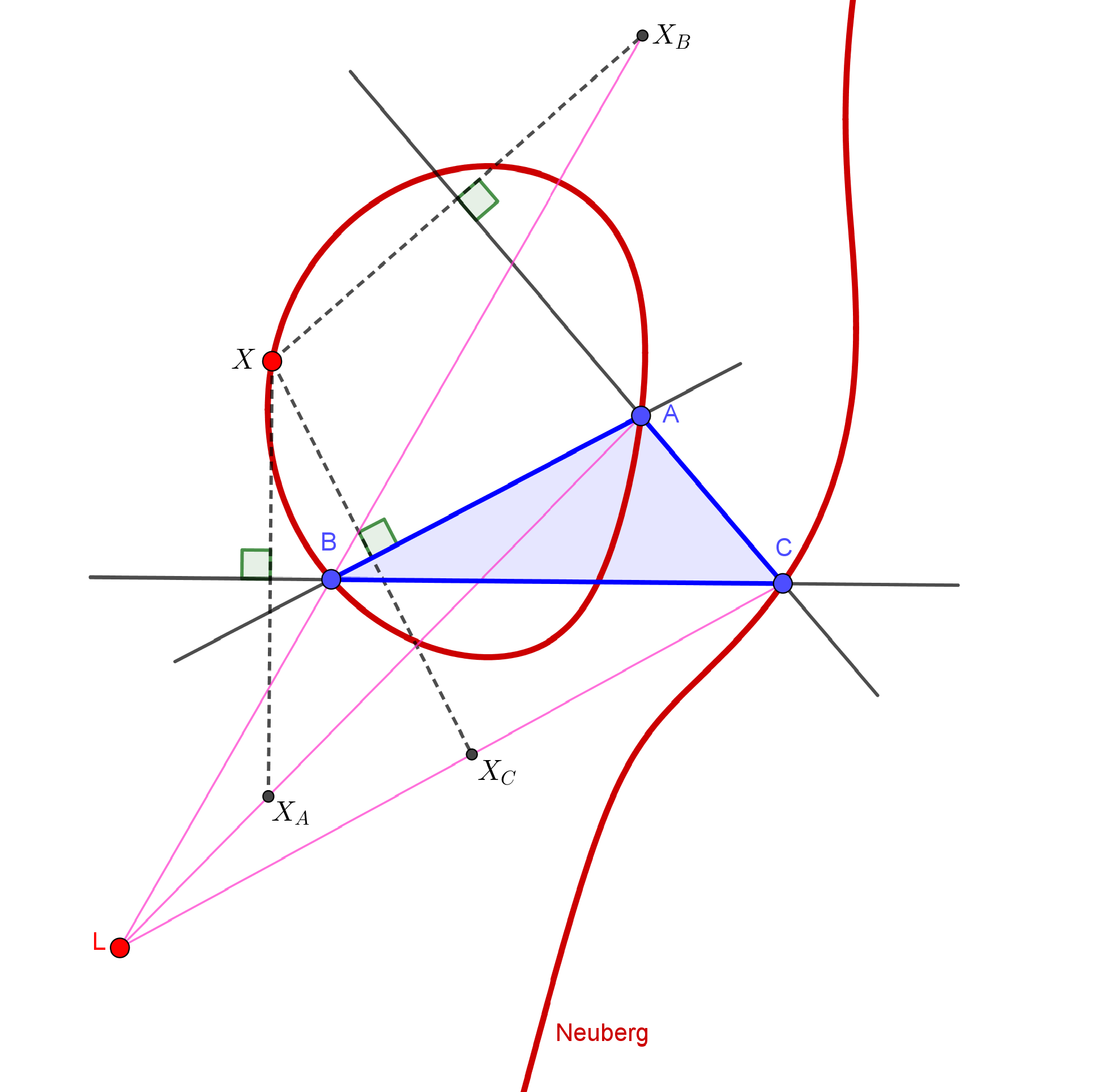
Cubique de Neuberg (K001)
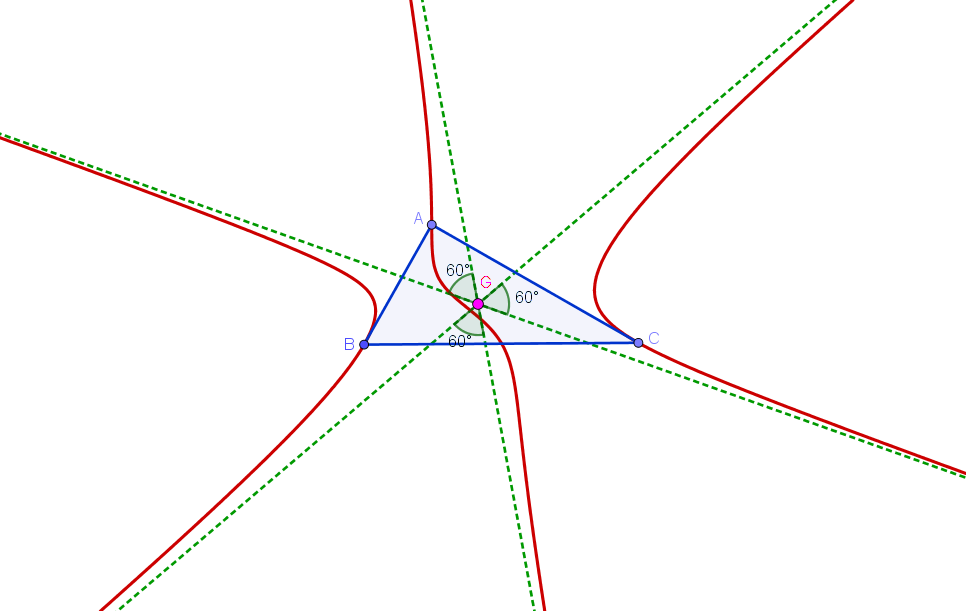
Cubique de McCay avec ses trois asymptotes concourantes (K003)
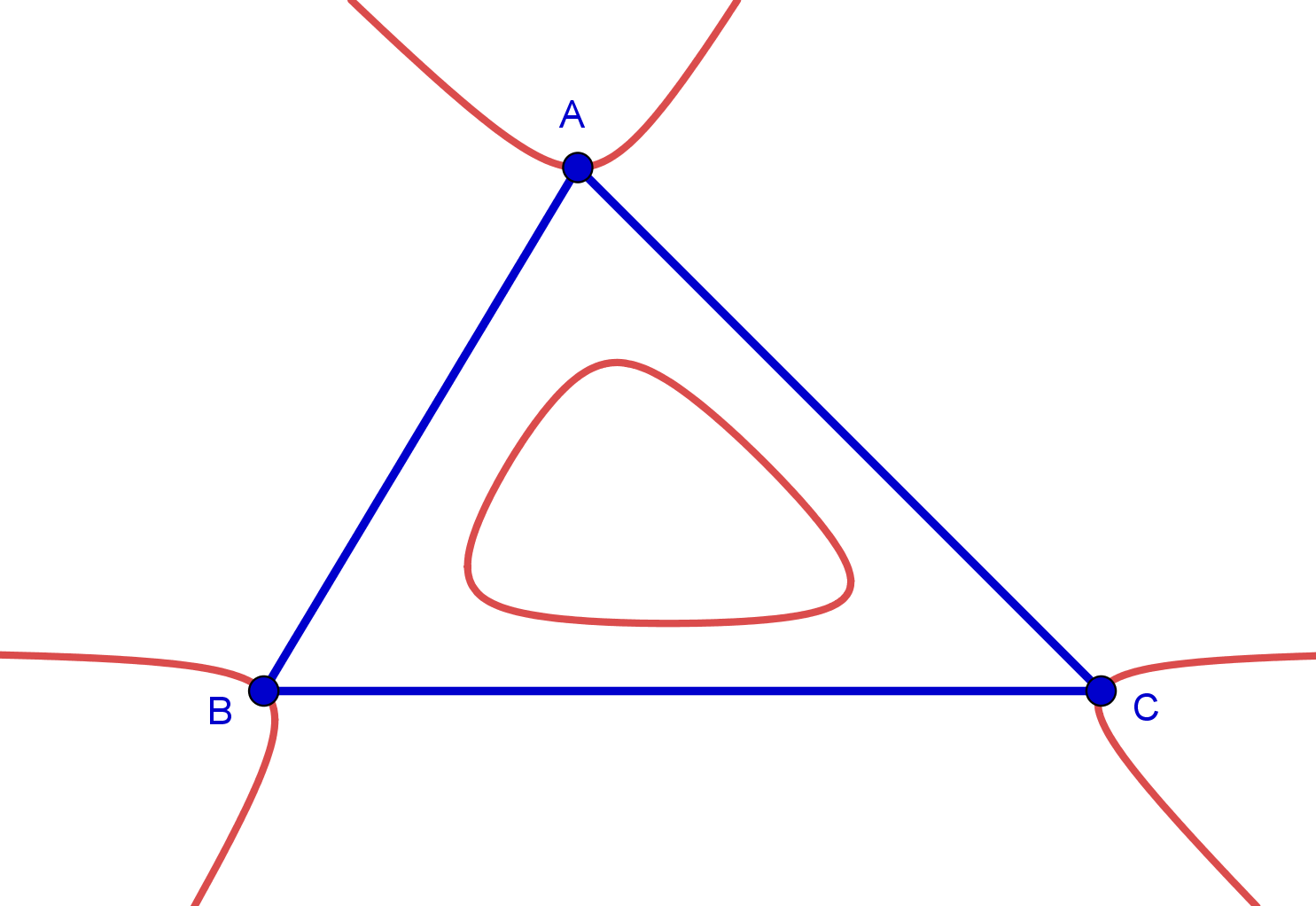
Cubique de Tucker (K011)

## Ordinateurs en géométrie du triangle
L'entrée des ordinateurs a eu une influence déterminante sur le cours du développement de l'intérêt pour la géométrie des triangles observé au cours des dernières années du XXe siècle et des premières années du siècle actuel. Certaines des façons dont les ordinateurs ont influencé ce cours ont été décrites par Philip Davis. Des ordinateurs ont été utilisés pour générer de nouveaux résultats dans la géométrie des triangles. Une enquête publiée en 2015 rend compte de quelques-uns des nouveaux résultats importants découverts par le programme informatique "Discoverer". L'exemple de théorèmes suivant donne un aperçu des nouveaux résultats découverts par Discoverer.
- Théorème 6.1 Soient P et Q des points, non situés sur un côté (prolongé) du triangle ABC. Si P et Q sont conjugués isogonaux par rapport à ABC, alors le produit de Ceva de leurs complémentaires se trouve sur l'hyperbole de Kiepert de ABC.
- Théorème 9.1. Le centre de congruence d'Yff est le centre de similitude interne du cercle inscrit et du cercle circonscrit par rapport au triangle podaire du centre du cercle inscrit.
- Le cercle de Lester est le cercle qui passe par le centre circonscrit, le centre du cercle d'Euler et les points de Fermat extérieur et intérieur. Un cercle de Lester généralisé est un cercle qui passe par au moins quatre centres de triangle. Discoverer a découvert plusieurs cercles de Lester généralisés.

Sava Grozdev, Hiroshi Okumura et Deko Dekov maintiennent un site consacré à l'encyclopédie découverte par ordinateur de la géométrie euclidienne,.

## Sources
- (en) John Mackay, « Symmedians of a Triangle and their Concomitant Circles », Proceedings of the Edinburgh Math. Soc., vol. XIV,‎ 1896, p. 37–103 (lire en ligne, consulté le 7 janvier 2022)
- (en) William Gallatly, The Modern Geometry of the Triangle, Londres, Francis Hodgson, 1910 (lire en ligne)
- (en) Ross Honsberger, Episodes in Nineteenth and Twentienth Century Euclidean Geometry, Mathematical Association of America, 1995
- (en) Roger A Johnson, Advanced Euclidean Geometry, Dover Publications Inc., 31 août 2007 (ISBN 978-0486462370)
- (en) H S M Coexter, Geometry Revisited, Mathematical Association of America, 5 septembre 1996 (ISBN 0883856190)
- (en) Altshiller-Court, Nathan, College geometry; an introduction to the modern geometry of the triangle and the circle, New York, Barnes & Noble, 1952 (lire en ligne)
- (en) Clark Kimberling, « Triangle Centers and Central Triangles », Congr. Numer.,‎ 1998, p. 1–295
- (en) Paul Yiu, Introduction to the Geometry of the Triangle, Department of Mathematics Florida Atlantic University, décembre 2012 (lire en ligne)
- (en) Charlotte Angas Scott, An introductory account of certain modern ideas and methods in plane analytical geometry, Londres, Macmillan and Co, 1894 (lire en ligne)